# Liga dos Campeões da UEFA de 2015–16 – Fase de Grupos
A Fase de Grupos da Liga dos Campeões da UEFA de 2015–16 foi disputada entre 15 de setembro até 9 de dezembro de 2015. Um total de 32 equipes competiram nesta fase. Os vencedores e segundo-lugares de cada grupo avançaram a fase final.

## Sorteio
O sorteio para a fase de grupos foi realizado em Mônaco no dia 27 de agosto de 2015. Na sequência de uma importante alteração regulamentar, o Pote 1 no sorteio da fase de grupos será formado pelos campeões das sete federações mais bem classificadas: Espanha, Inglaterra, Alemanha, Itália, Portugal, França e Rússia. No entanto, como o Barcelona também ganhou a Liga espanhola esse lugar irá foi passado ao PSV Eindhoven, vencedor do campeonato Holandês, oitava federação melhor classificada.
| Pote 1              | Coef.   |
| ------------------- | ------- |
| Barcelona           | 164.999 |
| Bayern de Munique   | 154.883 |
| Chelsea             | 142.078 |
| Benfica             | 118.276 |
| Paris Saint-Germain | 100.483 |
| Juventus            | 95.102  |
| Zenit               | 90.099  |
| PSV                 | 58.185  |

| Pote 2             | Coef.   |
| ------------------ | ------- |
| Real Madrid        | 171.999 |
| Atlético de Madrid | 120.999 |
| Porto              | 111.276 |
| Arsenal            | 110.078 |
| Valencia           | 99.999  |
| Manchester City    | 87.078  |
| Manchester United  | 84.748  |
| Bayer Leverkusen   | 81.641  |

| Pote 3           | Coef.  |
| ---------------- | ------ |
| Shakhtar Donetsk | 86.033 |
| Sevilla          | 80.499 |
| Lyon             | 72.983 |
| Dínamo de Kiev   | 65.033 |
| Olympiacos       | 62.380 |
| Galatasaray      | 50.020 |
| CSKA Moscou      | 46.998 |
| Roma             | 43.602 |

| Pote 4                   | Coef.  |
| ------------------------ | ------ |
| Gent                     | 36.500 |
| Borussia Mönchengladbach | 33.883 |
| Wolfsburg                | 31.883 |
| Dínamo Zagreb            | 24.700 |
| BATE Borisov             | 18.625 |
| Maccabi Tel-Aviv         | 18.200 |
| Malmö                    | 12.545 |
| Astana                   | 3.825  |

## Critérios de desempate
Se duas ou mais equipes terminarem iguais em pontos no final dos jogos do grupo, os seguintes critérios serão aplicados para determinar o ranking (em ordem decrescente):
1. maior número de pontos obtidos nos jogos entre as equipes em questão;
2. saldo de gols superior dos jogos disputados entre as equipes em questão;
3. maior número de gols marcados nos jogos disputados entre as equipes em questão;
4. maior número de gols marcados fora de casa nos jogos disputados entre as equipes em questão;
5. se, após a aplicação dos critérios de 1) a 4) para várias equipes, duas equipes ainda têm um ranking igual, os critérios de 1) a 4) serão reaplicados para determinar o ranking destas equipes;
6. saldo de gols de todos os jogos disputados no grupo;
7. maior número de gols marcados em todos os jogos disputados no grupo;
8. maior número de pontos acumulados pelo clube em questão, bem como a sua associação, ao longo das últimas cinco temporadas.

## Grupos
Os vencedores e os segundos classificados do grupo avançaram para as oitavas de final, enquanto os terceiros colocados entraram na Liga Europa da UEFA de 2015–16. Todas as partidas seguem o fuso horário da Europa Central (UTC+1).
| Legenda                                                                          |
| Classificado às oitavas-de-final                                                 |
| Classificado à fase de dezesseis-avos de final da Liga Europa da UEFA de 2015–16 |
| Eliminado                                                                        |

### Grupo A
| Pos | Equipe              | Pts | J | V | E | D | GP | GC | SG  | Classificado                     |  | RM  | PSG | SHK | MAL |
| --- | ------------------- | --- | - | - | - | - | -- | -- | --- | -------------------------------- |  | --- | --- | --- | --- |
| 1   | Real Madrid         | 16  | 6 | 5 | 1 | 0 | 19 | 3  | +16 | Classificado às oitavas de final |  | —   | 1–0 | 4–0 | 8–0 |
| 2   | Paris Saint-Germain | 13  | 6 | 4 | 1 | 1 | 12 | 1  | +11 | Classificado às oitavas de final |  | 0–0 | —   | 2–0 | 2–0 |
| 3   | Shakhtar Donetsk    | 3   | 6 | 1 | 0 | 5 | 7  | 14 | −7  | Transferido para Liga Europa     |  | 3–4 | 0–3 | —   | 4–0 |
| 4   | Malmö               | 3   | 6 | 1 | 0 | 5 | 1  | 21 | −20 | Eliminado                        |  | 0–2 | 0–5 | 1–0 | —   |

| 15 de setembro de 2015 | Paris Saint-Germain      | 2 – 0     | Malmö FF | Estádio Parc des Princes, Paris             |
| 20:45                  | Di María 4' · Cavani 61' | Relatório |          | Público: 46 612 Árbitro: RUS Sergei Karasev |

| 15 de setembro de 2015 | Real Madrid                                     | 4 – 0     | Shakhtar Donetsk | Estádio Santiago Bernabéu, Madrid       |
| 20:45                  | Benzema 30' · Ronaldo 55' (pen), 63' (pen), 81' | Relatório |                  | Público: 66 389 Árbitro: CRO Ivan Bebek |

| 30 de setembro de 2015 | Shakhtar Donetsk | 0 – 3     | Paris Saint-Germain                   | Arena Lviv, Lviv[A]                        |
| 20:45                  |                  | Relatório | Aurier 7' · David Luiz 23' · Srna 90' | Público: 32 730 Árbitro: GER Deniz Aytekin |

| 30 de setembro de 2015 | Malmö FF | 0 – 2     | Real Madrid      | Estádio Swedbank, Malmö                   |
| 20:45                  |          | Relatório | Ronaldo 29', 90' | Público: 20 500 Árbitro: TUR Cüneyt Çakır |

| 21 de outubro de 2015 | Malmö FF      | 1 – 0     | Shakhtar Donetsk | Estádio Swedbank, Malmö                         |
| 20:45                 | Rosenberg 17' | Relatório |                  | Público: 20 500 Árbitro: GRE Tasos Sidiropoulos |

| 21 de outubro de 2015 | Paris Saint-Germain | 0 – 0     | Real Madrid | Estádio Parc des Princes, Paris             |
| 20:45                 |                     | Relatório |             | Público: 46 858 Árbitro: ITA Nicola Rizzoli |

| 3 de novembro de 2015 | Shakhtar Donetsk                                               | 4 – 0     | Malmö FF | Arena Lviv, Lviv[A]                         |
| 20:45                 | Hladkyi 29' · Srna 48' (pen) · Eduardo 55' · Alex Teixeira 73' | Relatório |          | Público: 23 712 Árbitro: ROU Ovidiu Haţegan |

| 3 de novembro de 2015 | Real Madrid | 1 – 0     | Paris Saint-Germain | Estádio Santiago Bernabéu, Madrid             |
| 20:45                 | Nacho 35'   | Relatório |                     | Público: 78 300 Árbitro: ENG Mark Clattenburg |

| 25 de novembro de 2015 | Malmö FF | 0 – 5     | Paris Saint-Germain                                         | Estádio Swedbank, Malmö                     |
| 20:45                  |          | Relatório | Rabiot 3' · Di María 14', 68' · Ibrahimović 50' · Lucas 82' | Público: 20 500 Árbitro: SCO William Collum |

| 25 de novembro de 2015 | Shakhtar Donetsk                            | 3 – 4     | Real Madrid                                  | Arena Lviv, Lviv[A]                      |
| 20:45                  | Alex Teixeira 77' (pen), 88' · Dentinho 83' | Relatório | Ronaldo 18', 70' · Modrić 50' · Carvajal 52' | Público: 33 990 Árbitro: NED Bas Nijhuis |

| 8 de dezembro de 2015 | Paris Saint-Germain         | 2 – 0     | Shakhtar Donetsk | Estádio Parc des Princes, Paris             |
| 20:45                 | Lucas 57' · Ibrahimović 86' | Relatório |                  | Público: 44 408 Árbitro: ENG Anthony Taylor |

| 8 de dezembro de 2015 | Real Madrid                                                      | 8 – 0     | Malmö FF | Estádio Santiago Bernabéu, Madrid           |
| 20:45                 | Benzema 12', 24', 74' · Ronaldo 39', 47', 50', 59' · Kovačić 70' | Relatório |          | Público: 60 663 Árbitro: ITA Daniele Orsato |

Nota
- A. ^  o Shakhtar Donetsk mandou as suas partidas na Arena Lviv em Lviv ao invés do seu estádio normal a Donbas Arena em Donetsk devido a Guerra civil no leste da Ucrânia.

### Grupo B
| Pos | Equipe            | Pts | J | V | E | D | GP | GC | SG | Classificado                     |  | WOL | PSV | MU  | CSKA |
| --- | ----------------- | --- | - | - | - | - | -- | -- | -- | -------------------------------- |  | --- | --- | --- | ---- |
| 1   | Wolfsburg         | 12  | 6 | 4 | 0 | 2 | 9  | 6  | +3 | Classificado às oitavas de final |  | —   | 2–0 | 3–2 | 1–0  |
| 2   | PSV Eindhoven     | 10  | 6 | 3 | 1 | 2 | 8  | 7  | +1 | Classificado às oitavas de final |  | 2–0 | —   | 2–1 | 2–1  |
| 3   | Manchester United | 8   | 6 | 2 | 2 | 2 | 7  | 7  | 0  | Transferido para Liga Europa     |  | 2–1 | 0–0 | —   | 1–0  |
| 4   | CSKA Moscou       | 4   | 6 | 1 | 1 | 4 | 5  | 9  | −4 | Eliminado                        |  | 0–2 | 3–2 | 1–1 | —    |

| 15 de setembro de 2015 | Wolfsburg   | 1 – 0     | CSKA Moscou | Volkswagen Arena, Wolfsburg                    |
| 20:45                  | Draxler 40' | Relatório |             | Público: 20 126 Árbitro: NOR Svein Oddvar Moen |

| 15 de setembro de 2015 | PSV Eindhoven               | 2 – 1     | Manchester United | Philips Stadion, Eindhoven                  |
| 20:45                  | Moreno 45+2' · Narsingh 57' | Relatório | Depay 41'         | Público: 35 292 Árbitro: ITA Nicola Rizzoli |

| 30 de setembro de 2015 | Manchester United             | 2 – 1     | Wolfsburg    | Old Trafford, Manchester                   |
| 20:45                  | Mata 34' (pen) · Smalling 53' | Relatório | Caligiuri 4' | Público: 74 811 Árbitro: HUN Viktor Kassai |

| 30 de setembro de 2015 | CSKA Moscou                      | 3 – 2     | PSV Eindhoven      | Arena Khimki, Khimki                      |
| 20:45                  | Musa 7' · Doumbia 21', 36' (pen) | Relatório | Lestienne 60', 68' | Público: 16 152 Árbitro: FRA Ruddy Buquet |

| 21 de outubro de 2015 | CSKA Moscou | 1 – 1     | Manchester United | Arena Khimki, Khimki                                 |
| 18:00                 | Doumbia 15' | Relatório | Martial 65'       | Público: 18 456 Árbitro: ESP Carlos Velasco Carballo |

| 21 de outubro de 2015 | Wolfsburg            | 2 – 0     | PSV Eindhoven | Volkswagen Arena, Wolfsburg                  |
| 20:45                 | Dost 46' · Kruse 57' | Relatório |               | Público: 23 375 Árbitro: ESP Alberto Undiano |

| 3 de novembro de 2015 | Manchester United | 1 – 0     | CSKA Moscou | Old Trafford, Manchester                      |
| 20:45                 | Rooney 79'        | Relatório |             | Público: 75 165 Árbitro: POL Szymon Marciniak |

| 3 de novembro de 2015 | PSV Eindhoven             | 2 – 0     | Wolfsburg | Philips Stadion, Eindhoven                  |
| 20:45                 | Locadia 55' · de Jong 86' | Relatório |           | Público: 35 000 Árbitro: SWE Jonas Eriksson |

| 25 de novembro de 2015 | CSKA Moscou | 0 – 2     | Wolfsburg                   | Arena Khimki, Khimki                         |
| 18:00                  |             | Relatório | Akinfeev 67' · Schürrle 88' | Público: 16 450 Árbitro: ITA Gianluca Rocchi |

| 25 de novembro de 2015 | Manchester United | 0 – 0     | PSV Eindhoven | Old Trafford, Manchester                    |
| 20:45                  |                   | Relatório |               | Público: 75 321 Árbitro: CZE Pavel Královec |

| 8 de dezembro de 2015 | Wolfsburg                      | 3 – 2     | Manchester United            | Volkswagen Arena, Wolfsburg                |
| 20:45                 | Naldo 13', 84' · Vieirinha 29' | Relatório | Martial 10' · Guilavogui 82' | Público: 26 400 Árbitro: SRB Milorad Mažić |

| 8 de dezembro de 2015 | PSV Eindhoven             | 2 – 1     | CSKA Moscou           | Philips Stadion, Eindhoven                            |
| 20:45                 | de Jong 78' · Pröpper 86' | Relatório | Ignashevich 76' (pen) | Público: 34 000 Árbitro: ESP David Fernández Borbalán |

### Grupo C
| Pos | Equipe             | Pts | J | V | E | D | GP | GC | SG | Classificado                     |  | ATL | BEN | GAL | AST |
| --- | ------------------ | --- | - | - | - | - | -- | -- | -- | -------------------------------- |  | --- | --- | --- | --- |
| 1   | Atlético de Madrid | 13  | 6 | 4 | 1 | 1 | 11 | 3  | +8 | Classificado às oitavas de final |  | —   | 1–2 | 2–0 | 4–0 |
| 2   | Benfica            | 10  | 6 | 3 | 1 | 2 | 10 | 8  | +2 | Classificado às oitavas de final |  | 1–2 | —   | 2–1 | 2–0 |
| 3   | Galatasaray        | 5   | 6 | 1 | 2 | 3 | 6  | 10 | −4 | Transferido para Liga Europa     |  | 0–2 | 2–1 | —   | 1–1 |
| 4   | Astana             | 4   | 6 | 0 | 4 | 2 | 5  | 11 | −6 | Eliminado                        |  | 0–0 | 2–2 | 2–2 | —   |

| 15 de setembro de 2015 | Galatasaray | 0 – 2     | Atlético de Madrid | Türk Telekom Arena, Istambul                  |
| 20:45                  |             | Relatório | Griezmann 18', 25' | Público: 33 469 Árbitro: POL Szymon Marciniak |

| 15 de setembro de 2015 | Benfica                    | 2 – 0     | Astana | Estádio da Luz, Lisboa                          |
| 20:45                  | Gaitán 51' · Mitroglou 62' | Relatório |        | Público: 32 799 Árbitro: GRE Tasos Sidiropoulos |

| 30 de setembro de 2015 | Astana                 | 2 – 2     | Galatasaray         | Astana Arena, Astana                              |
| 18:00                  | Balta 77' · Carole 89' | Relatório | Kısa 31' · Erić 86' | Público: 27 264 Árbitro: SWE Martin Strömbergsson |

| 30 de setembro de 2015 | Atlético de Madrid | 1 – 2     | Benfica                 | Estádio Vicente Calderón, Madrid             |
| 20:45                  | Correa 23'         | Relatório | Gaitán 36' · Guedes 51' | Público: 40 938 Árbitro: ITA Gianluca Rocchi |

| 21 de outubro de 2015 | Atlético de Madrid                                         | 4 – 0     | Astana | Estádio Vicente Calderón, Madrid              |
| 20:45                 | Saúl 23' · Martínez 29' · Óliver Torres 63' · Dedechko 89' | Relatório |        | Público: 33 853 Árbitro: BLR Aleksei Kulbakov |

| 21 de outubro de 2015 | Galatasaray                   | 2 – 1     | Benfica   | Türk Telekom Arena, Istambul                |
| 20:45                 | İnan 19' (pen) · Podolski 33' | Relatório | Gaitán 2' | Público: 33 615 Árbitro: SCO William Collum |

| 3 de novembro de 2015 | Astana | 0 – 0     | Atlético de Madrid | Astana Arena, Astana                        |
| 16:00                 |        | Relatório |                    | Público: 29 231 Árbitro: ENG Anthony Taylor |

| 3 de novembro de 2015 | Benfica                | 2 – 1     | Galatasaray  | Estádio da Luz, Lisboa                     |
| 20:45                 | Jonas 52' · Luisão 67' | Relatório | Podolski 58' | Público: 35 726 Árbitro: SRB Milorad Mažić |

| 25 de novembro de 2015 | Astana                   | 2 – 2     | Benfica          | Astana Arena, Astana                      |
| 16:00                  | Twumasi 19' · Aničić 31' | Relatório | Jiménez 40', 72' | Público: 15 089 Árbitro: FRA Ruddy Buquet |

| 25 de novembro de 2015 | Atlético de Madrid | 2 – 0     | Galatasaray | Estádio Vicente Calderón, Madrid            |
| 20:45                  | Griezmann 13', 65' | Relatório |             | Público: 35 753 Árbitro: ITA Nicola Rizzoli |

| 8 de dezembro de 2015 | Galatasaray | 1 – 1     | Astana      | Türk Telekom Arena, Istambul               |
| 20:45                 | İnan 64'    | Relatório | Twumasi 62' | Público: 26 464 Árbitro: SCO Craig Thomson |

| 8 de dezembro de 2015 | Benfica       | 1 – 2     | Atlético de Madrid    | Estádio da Luz, Lisboa                      |
| 20:45                 | Mitroglou 75' | Relatório | Saúl 33' · Vietto 55' | Público: 47 630 Árbitro: ROU Ovidiu Haţegan |

### Grupo D
| Pos | Equipe                   | Pts | J | V | E | D | GP | GC | SG | Classificado                     |  | MC  | JUV | SEV | MGB |
| --- | ------------------------ | --- | - | - | - | - | -- | -- | -- | -------------------------------- |  | --- | --- | --- | --- |
| 1   | Manchester City          | 12  | 6 | 4 | 0 | 2 | 12 | 8  | +4 | Classificado às oitavas de final |  | —   | 1–2 | 2–1 | 4–2 |
| 2   | Juventus                 | 11  | 6 | 3 | 2 | 1 | 6  | 3  | +3 | Classificado às oitavas de final |  | 1–0 | —   | 2–0 | 0–0 |
| 3   | Sevilla                  | 6   | 6 | 2 | 0 | 4 | 8  | 11 | −3 | Transferido para Liga Europa     |  | 1–3 | 1–0 | —   | 3–0 |
| 4   | Borussia Mönchengladbach | 5   | 6 | 1 | 2 | 3 | 8  | 12 | −4 | Eliminado                        |  | 1–2 | 1–1 | 4–2 | —   |

| 15 de setembro de 2015 | Manchester City | 1 – 2     | Juventus                   | City of Manchester Stadium, Manchester     |
| 20:45                  | Chiellini 57'   | Relatório | Mandžukić 70' · Morata 81' | Público: 50 363 Árbitro: SVN Damir Skomina |

| 15 de setembro de 2015 | Sevilla                                                | 3 – 0     | Borussia Mönchengladbach | Estádio Ramón Sánchez Pizjuán, Sevilha      |
| 20:45                  | Gameiro 47' (pen) · Banega 66' (pen) · Konoplyanka 84' | Relatório |                          | Público: 36 959 Árbitro: CZE Pavel Královec |

| 30 de setembro de 2015 | Borussia Mönchengladbach | 1 – 2     | Manchester City                    | Borussia-Park, Mönchengladbach              |
| 20:45                  | Stindl 54'               | Relatório | Christensen 65' · Agüero 90' (pen) | Público: 46 217 Árbitro: FRA Clément Turpin |

| 30 de setembro de 2015 | Juventus              | 2 – 0     | Sevilla | Juventus Stadium, Turim                     |
| 20:45                  | Morata 41' · Zaza 87' | Relatório |         | Público: 36 499 Árbitro: SWE Jonas Eriksson |

| 21 de outubro de 2015 | Juventus | 0 – 0     | Borussia Mönchengladbach | Juventus Stadium, Turim                    |
| 20:45                 |          | Relatório |                          | Público: 40 940 Árbitro: SCO Craig Thomson |

| 21 de outubro de 2015 | Manchester City            | 2 – 1     | Sevilla         | City of Manchester Stadium, Manchester   |
| 20:45                 | Rami 36' · De Bruyne 90+1' | Relatório | Konoplyanka 30' | Público: 45 595 Árbitro: NED Bas Nijhuis |

| 3 de novembro de 2015 | Borussia Mönchengladbach | 1 – 1     | Juventus         | Borussia-Park, Mönchengladbach             |
| 20:45                 | Johnson 18'              | Relatório | Lichtsteiner 44' | Público: 46 217 Árbitro: NED Björn Kuipers |

| 3 de novembro de 2015 | Sevilla         | 1 – 3     | Manchester City                          | Estádio Ramón Sánchez Pizjuán, Sevilha         |
| 20:45                 | Trémoulinas 25' | Relatório | Sterling 8' · Fernandinho 11' · Bony 36' | Público: 39 261 Árbitro: NOR Svein Oddvar Moen |

| 25 de novembro de 2015 | Juventus      | 1 – 0     | Manchester City | Juventus Stadium, Turim                  |
| 20:45                  | Mandžukić 18' | Relatório |                 | Público: 38 193 Árbitro: GER Felix Brych |

| 25 de novembro de 2015 | Borussia Mönchengladbach                    | 4 – 2     | Sevilla                         | Borussia-Park, Mönchengladbach             |
| 20:45                  | Stindl 29', 83' · Johnson 68' · Raffael 78' | Relatório | Vitolo 82' · Banega 90+1' (pen) | Público: 45 177 Árbitro: SVN Damir Skomina |

| 8 de dezembro de 2015 | Manchester City                                | 4 – 2     | Borussia Mönchengladbach | City of Manchester Stadium, Manchester      |
| 20:45                 | David Silva 16' · Sterling 80', 81' · Bony 85' | Relatório | Korb 19' · Raffael 43'   | Público: 41 829 Árbitro: NED Danny Makkelie |

| 8 de dezembro de 2015 | Sevilla      | 1 – 0     | Juventus | Estádio Ramón Sánchez Pizjuán, Sevilha        |
| 20:45                 | Llorente 65' | Relatório |          | Público: 35 583 Árbitro: POL Szymon Marciniak |

### Grupo E
| Pos | Equipe           | Pts | J | V | E | D | GP | GC | SG  | Classificado                     |  | BAR | ROM | LEV | BATE |
| --- | ---------------- | --- | - | - | - | - | -- | -- | --- | -------------------------------- |  | --- | --- | --- | ---- |
| 1   | Barcelona        | 14  | 6 | 4 | 2 | 0 | 15 | 4  | +11 | Classificado às oitavas de final |  | —   | 6–1 | 2–1 | 3–0  |
| 2   | Roma             | 6   | 6 | 1 | 3 | 2 | 11 | 16 | −5  | Classificado às oitavas de final |  | 1–1 | —   | 3–2 | 0–0  |
| 3   | Bayer Leverkusen | 6   | 6 | 1 | 3 | 2 | 13 | 12 | +1  | Transferido para Liga Europa     |  | 1–1 | 4–4 | —   | 4–1  |
| 4   | BATE Borisov     | 5   | 6 | 1 | 2 | 3 | 5  | 12 | −7  | Eliminado                        |  | 0–2 | 3–2 | 1–1 | —    |

| 16 de setembro de 2015 | Bayer Leverkusen                                       | 4 – 1     | BATE Borisov  | BayArena, Leverkusen                        |
| 20:45                  | Mehmedi 4' · Çalhanoğlu 47', 76' (pen) · Hernández 59' | Relatório | Milunović 13' | Público: 24 280 Árbitro: NED Danny Makkelie |

| 16 de setembro de 2015 | Roma         | 1 – 1     | Barcelona  | Estádio Olímpico, Roma                     |
| 20:45                  | Florenzi 31' | Relatório | Suárez 21' | Público: 57 836 Árbitro: NED Björn Kuipers |

| 29 de setembro de 2015 | Barcelona                      | 2 – 1     | Bayer Leverkusen | Camp Nou, Barcelona                          |
| 20:45                  | Sergi Roberto 80' · Suárez 82' | Relatório | Papadopoulos 22' | Público: 68 694 Árbitro: ENG Martin Atkinson |

| 29 de setembro de 2015 | BATE Borisov                       | 3 – 2     | Roma                         | Borisov Arena, Borisov                        |
| 20:45                  | Stasevich 8' · Mladenović 12', 30' | Relatório | Gervinho 66' · Torosidis 82' | Público: 12 767 Árbitro: ENG Mark Clattenburg |

| 20 de outubro de 2015 | BATE Borisov | 0 – 2     | Barcelona        | Borisov Arena, Borisov                       |
| 20:45                 |              | Relatório | Rakitić 48', 64' | Público: 13 074 Árbitro: POR Manuel de Sousa |

| 20 de outubro de 2015 | Bayer Leverkusen                                  | 4 – 4     | Roma                                        | BayArena, Leverkusen                       |
| 20:45                 | Hernández 4' (pen), 19' · Kampl 84' · Mehmedi 86' | Relatório | De Rossi 29', 38' · Pjanić 54' · Falque 73' | Público: 29 412 Árbitro: HUN Viktor Kassai |

| 4 de novembro de 2015 | Barcelona                          | 3 – 0     | BATE Borisov | Camp Nou, Barcelona                     |
| 20:45                 | Neymar 30' (pen), 83' · Suárez 60' | Relatório |              | Público: 68 502 Árbitro: HUN István Vad |

| 4 de novembro de 2015 | Roma                                    | 3 – 2     | Bayer Leverkusen            | Estádio Olímpico, Roma                      |
| 20:45                 | Salah 2' · Džeko 29' · Pjanić 80' (pen) | Relatório | Mehmedi 46' · Hernández 51' | Público: 38 361 Árbitro: RUS Sergei Karasev |

| 24 de novembro de 2015 | BATE Borisov  | 1 – 1     | Bayer Leverkusen | Borisov Arena, Borisov                      |
| 18:00                  | Gordeichuk 2' | Relatório | Mehmedi 68'      | Público: 12 601 Árbitro: FRA Clément Turpin |

| 24 de novembro de 2015 | Barcelona                                                  | 6 – 1     | Roma        | Camp Nou, Barcelona                       |
| 20:45                  | Suárez 15', 44' · Messi 18', 60' · Piqué 56' · Adriano 77' | Relatório | Džeko 90+1' | Público: 71 433 Árbitro: TUR Cüneyt Çakır |

| 9 de dezembro de 2015 | Bayer Leverkusen | 1 – 1     | Barcelona | BayArena, Leverkusen                          |
| 20:45                 | Hernández 23'    | Relatório | Messi 20' | Público: 29 412 Árbitro: ENG Mark Clattenburg |

| 9 de dezembro de 2015 | Roma | 0 – 0     | BATE Borisov | Estádio Olímpico, Roma                       |
| 20:45                 |      | Relatório |              | Público: 29 489 Árbitro: ENG Martin Atkinson |

### Grupo F
| Pos | Equipe            | Pts | J | V | E | D | GP | GC | SG  | Classificado                     |  | BAY | ARS | OLY | DZG |
| --- | ----------------- | --- | - | - | - | - | -- | -- | --- | -------------------------------- |  | --- | --- | --- | --- |
| 1   | Bayern de Munique | 15  | 6 | 5 | 0 | 1 | 19 | 3  | +16 | Classificado às oitavas de final |  | —   | 5–1 | 4–0 | 5–0 |
| 2   | Arsenal           | 9   | 6 | 3 | 0 | 3 | 12 | 10 | +2  | Classificado às oitavas de final |  | 2–0 | —   | 2–3 | 3–0 |
| 3   | Olympiacos        | 9   | 6 | 3 | 0 | 3 | 6  | 13 | −7  | Transferido para Liga Europa     |  | 0–3 | 0–3 | —   | 2–1 |
| 4   | Dínamo Zagreb     | 3   | 6 | 1 | 0 | 5 | 3  | 14 | −11 | Eliminado                        |  | 0–2 | 2–1 | 0–1 | —   |

| 16 de setembro de 2015 | Dínamo Zagreb               | 2 – 1     | Arsenal     | Estádio Maksimir, Zagreb                    |
| 20:45                  | Pivarić 24' · Fernandes 58' | Relatório | Walcott 79' | Público: 17 840 Árbitro: ROU Ovidiu Haţegan |

| 16 de setembro de 2015 | Olympiacos | 0 – 3     | Bayern de Munique                   | Estádio Karaiskákis, Pireu                           |
| 20:45                  |            | Relatório | Müller 52', 90+2' (pen) · Götze 89' | Público: 31 688 Árbitro: ESP Carlos Velasco Carballo |

| 29 de setembro de 2015 | Bayern de Munique                                         | 5 – 0     | Dínamo Zagreb | Allianz Arena, Munique                        |
| 20:45                  | Douglas Costa 13' · Lewandowski 21', 28', 55' · Götze 25' | Relatório |               | Público: 70 000 Árbitro: BLR Aleksei Kulbakov |

| 29 de setembro de 2015 | Arsenal                          | 2 – 3     | Olympiacos                               | Emirates Stadium, Londres                |
| 20:45                  | Walcott 35' · Alexis Sánchez 65' | Relatório | Pardo 33' · Ospina 40' · Finnbogason 66' | Público: 59 428 Árbitro: NED Bas Nijhuis |

| 20 de outubro de 2015 | Arsenal                 | 2 – 0     | Bayern de Munique | Emirates Stadium, Londres                 |
| 20:45                 | Giroud 77' · Özil 90+4' | Relatório |                   | Público: 49 824 Árbitro: TUR Cüneyt Çakır |

| 20 de outubro de 2015 | Dínamo Zagreb | 0 – 1     | Olympiacos | Estádio Maksimir, Zagreb                       |
| 20:45                 |               | Relatório | Ideye 79'  | Público: 13 678 Árbitro: ITA Paolo Tagliavento |

| 4 de novembro de 2015 | Bayern de Munique                                          | 5 – 1     | Arsenal    | Allianz Arena, Munique                       |
| 20:45                 | Lewandowski 10' · Müller 29', 89' · Alaba 44' · Robben 55' | Relatório | Giroud 69' | Público: 70 000 Árbitro: ITA Gianluca Rocchi |

| 4 de novembro de 2015 | Olympiacos     | 2 – 1     | Dínamo Zagreb | Estádio Karaiskákis, Pireu                       |
| 20:45                 | Pardo 65', 90' | Relatório | Hodžić 21'    | Público: 31 473 Árbitro: ESP Antonio Mateu Lahoz |

| 24 de novembro de 2015 | Arsenal                            | 3 – 0     | Dínamo Zagreb | Emirates Stadium, Londres                  |
| 20:45                  | Özil 29' · Alexis Sánchez 33', 69' | Relatório |               | Público: 58 978 Árbitro: HUN Viktor Kassai |

| 24 de novembro de 2015 | Bayern de Munique                                           | 4 – 0     | Olympiacos | Allianz Arena, Munique                      |
| 20:45                  | Douglas Costa 8' · Lewandowski 16' · Müller 20' · Coman 69' | Relatório |            | Público: 70 000 Árbitro: SWE Jonas Eriksson |

| 9 de dezembro de 2015 | Dínamo Zagreb | 0 – 2     | Bayern de Munique    | Estádio Maksimir, Zagreb                          |
| 20:45                 |               | Relatório | Lewandowski 61', 64' | Público: 19 681 Árbitro: SWE Martin Strömbergsson |

| 9 de dezembro de 2015 | Olympiacos | 0 – 3     | Arsenal                    | Estádio Karaiskákis, Pireu                  |
| 20:45                 |            | Relatório | Giroud 29', 49', 67' (pen) | Público: 31 388 Árbitro: ITA Nicola Rizzoli |

### Grupo G
| Pos | Equipe           | Pts | J | V | E | D | GP | GC | SG  | Classificado                     |  | CHL | DKV | POR | MTA |
| --- | ---------------- | --- | - | - | - | - | -- | -- | --- | -------------------------------- |  | --- | --- | --- | --- |
| 1   | Chelsea          | 13  | 6 | 4 | 1 | 1 | 13 | 3  | +10 | Classificado às oitavas de final |  | —   | 2–1 | 2–0 | 4–0 |
| 2   | Dínamo de Kiev   | 11  | 6 | 3 | 2 | 1 | 8  | 4  | +4  | Classificado às oitavas de final |  | 0–0 | —   | 2–2 | 1–0 |
| 3   | Porto            | 10  | 6 | 3 | 1 | 2 | 9  | 8  | +1  | Transferido para Liga Europa     |  | 2–1 | 0–2 | —   | 2–0 |
| 4   | Maccabi Tel Aviv | 0   | 6 | 0 | 0 | 6 | 1  | 16 | −15 | Eliminado                        |  | 0–4 | 0–2 | 1–3 | —   |

| 16 de setembro de 2015 | Dínamo de Kiev             | 2 – 2     | Porto              | Estádio Olímpico, Kiev                   |
| 20:45                  | Husyev 20' · Buyalskyi 89' | Relatório | Aboubakar 23', 81' | Público: 52 369 Árbitro: GER Felix Brych |

| 16 de setembro de 2015 | Chelsea                                                          | 4 – 0     | Maccabi Tel Aviv | Stamford Bridge, Londres                  |
| 20:45                  | Willian 15' · Oscar 45+4' (pen) · Diego Costa 58' · Fàbregas 78' | Relatório |                  | Público: 40 684 Árbitro: GER Felix Zwayer |

| 29 de setembro de 2015 | Maccabi Tel Aviv | 0 – 2     | Dínamo de Kiev                    | Estádio Sammy Ofer, Haifa[B]                          |
| 20:45                  |                  | Relatório | Yarmolenko 4' · Júnior Moraes 50' | Público: 27 100 Árbitro: ESP David Fernández Borbalán |

| 29 de setembro de 2015 | Porto                        | 2 – 1     | Chelsea       | Estádio do Dragão, Porto                         |
| 20:45                  | André André 39' · Maicon 52' | Relatório | Willian 45+2' | Público: 46 120 Árbitro: ESP Antonio Mateu Lahoz |

| 20 de outubro de 2015 | Porto                       | 2 – 0     | Maccabi Tel Aviv | Estádio do Dragão, Porto                    |
| 20:45                 | Aboubakar 37' · Brahimi 41' | Relatório |                  | Público: 35 209 Árbitro: FRA Clément Turpin |

| 20 de outubro de 2015 | Dínamo de Kiev | 0 – 0     | Chelsea | Estádio Olímpico, Kiev                     |
| 20:45                 |                | Relatório |         | Público: 60 291 Árbitro: SVN Damir Skomina |

| 4 de novembro de 2015 | Maccabi Tel Aviv | 1 – 3     | Porto                                   | Estádio Sammy Ofer, Haifa[B]                    |
| 20:45                 | Zahavi 75' (pen) | Relatório | Tello 19' · André André 49' · Layún 72' | Público: 26 646 Árbitro: GRE Tasos Sidiropoulos |

| 4 de novembro de 2015 | Chelsea                    | 2 – 1     | Dínamo de Kiev | Stamford Bridge, Londres                    |
| 20:45                 | Dragović 34' · Willian 83' | Relatório | Dragović 78'   | Público: 41 241 Árbitro: CZE Pavel Královec |

| 24 de novembro de 2015 | Porto | 0 – 2     | Dínamo de Kiev                      | Estádio do Dragão, Porto                             |
| 20:45                  |       | Relatório | Yarmolenko 35' (pen) · González 64' | Público: 31 220 Árbitro: ESP Carlos Velasco Carballo |

| 24 de novembro de 2015 | Maccabi Tel Aviv | 0 – 4     | Chelsea                                            | Estádio Sammy Ofer, Haifa[B]                 |
| 20:45                  |                  | Relatório | Cahill 20' · Willian 73' · Oscar 77' · Zouma 90+1' | Público: 29 121 Árbitro: ESP Alberto Undiano |

| 9 de dezembro de 2015 | Dínamo de Kiev | 1 – 0     | Maccabi Tel Aviv | Estádio Olímpico, Kiev                     |
| 20:45                 | Harmash 16'    | Relatório |                  | Público: 475[C] Árbitro: NED Björn Kuipers |

| 9 de dezembro de 2015 | Chelsea                   | 2 – 0     | Porto | Stamford Bridge, Londres                  |
| 20:45                 | Marcano 12' · Willian 52' | Relatório |       | Público: 41 096 Árbitro: TUR Cüneyt Çakır |

Notas
- B. ^  O Maccabi Tel Aviv irá mandar suas partidas no Estádio Sammy Ofer em Haifa ao invés do seu estádio regular o Estádio Bloomfield em Tel Aviv.

- C. ^  A partida entre Dínamo de Kiev e Maccabi Tel Aviv foi disputada com os portões fechados devido uma punição dada pela UEFA.[5]

### Grupo H
| Pos | Equipe   | Pts | J | V | E | D | GP | GC | SG | Classificado                     |  | ZEN | GNT | VAL | LYO |
| --- | -------- | --- | - | - | - | - | -- | -- | -- | -------------------------------- |  | --- | --- | --- | --- |
| 1   | Zenit    | 15  | 6 | 5 | 0 | 1 | 13 | 6  | +7 | Classificado às oitavas de final |  | —   | 2–1 | 2–0 | 3–1 |
| 2   | Gent     | 10  | 6 | 3 | 1 | 2 | 8  | 7  | +1 | Classificado às oitavas de final |  | 2–1 | —   | 1–0 | 1–1 |
| 3   | Valencia | 6   | 6 | 2 | 0 | 4 | 5  | 9  | −4 | Transferido para Liga Europa     |  | 2–3 | 2–1 | —   | 0–2 |
| 4   | Lyon     | 4   | 6 | 1 | 1 | 4 | 5  | 9  | −4 | Eliminado                        |  | 0–2 | 1–2 | 0–1 | —   |

| 16 de setembro de 2015 | Valencia                      | 2 – 3     | Zenit                     | Estádio de Mestalla, Valência              |
| 20:45                  | Cancelo 55' · André Gomes 73' | Relatório | Hulk 9', 44' · Witsel 76' | Público: 28 005 Árbitro: SCO Craig Thomson |

| 16 de setembro de 2015 | Gent          | 1 – 1     | Lyon       | Ghelamco Arena, Gante                       |
| 20:45                  | Miličević 68' | Relatório | Jallet 58' | Público: 19 601 Árbitro: SCO William Collum |

| 29 de setembro de 2015 | Lyon | 0 – 1     | Valencia     | Stade de Gerland, Lyon                     |
| 20:45                  |      | Relatório | Feghouli 42' | Público: 33 534 Árbitro: SRB Milorad Mažić |

| 29 de setembro de 2015 | Zenit                   | 2 – 1     | Gent       | Estádio Petrovsky, São Petersburgo     |
| 20:45                  | Dzyuba 35' · Shatov 67' | Relatório | Matton 56' | Público: 18 095 Árbitro: SVN Matej Jug |

| 20 de outubro de 2015 | Zenit                            | 3 – 1     | Lyon          | Estádio Petrovsky, São Petersburgo           |
| 20:45                 | Dzyuba 3' · Hulk 56' · Danny 82' | Relatório | Lacazette 49' | Público: 17 517 Árbitro: ENG Martin Atkinson |

| 20 de outubro de 2015 | Valencia                   | 2 – 1     | Gent      | Estádio de Mestalla, Valência             |
| 20:45                 | Nielsen 15' · Mitrović 72' | Relatório | Foket 40' | Público: 38 207 Árbitro: GER Felix Zwayer |

| 4 de novembro de 2015 | Lyon | 0 – 2     | Zenit           | Stade de Gerland, Lyon                   |
| 20:45                 |      | Relatório | Dzyuba 25', 57' | Público: 30 173 Árbitro: GER Felix Brych |

| 4 de novembro de 2015 | Gent           | 1 – 0     | Valencia | Ghelamco Arena, Gante                       |
| 20:45                 | Kums 49' (pen) | Relatório |          | Público: 19 452 Árbitro: ITA Daniele Orsato |

| 24 de novembro de 2015 | Zenit                   | 2 – 0     | Valencia | Estádio Petrovsky, São Petersburgo             |
| 18:00                  | Shatov 15' · Dzyuba 74' | Relatório |          | Público: 17 002 Árbitro: NOR Svein Oddvar Moen |

| 24 de novembro de 2015 | Lyon     | 1 – 2     | Gent                            | Stade de Gerland, Lyon                      |
| 20:45                  | Ferri 7' | Relatório | Miličević 32' · Coulibaly 90+5' | Público: 30 206 Árbitro: RUS Sergei Karasev |

| 9 de dezembro de 2015 | Valencia | 0 – 2     | Lyon                       | Estádio de Mestalla, Valência          |
| 20:45                 |          | Relatório | Cornet 37' · Lacazette 76' | Público: 32 494 Árbitro: SVN Matej Jug |

| 9 de dezembro de 2015 | Gent                         | 2 – 1     | Zenit      | Ghelamco Arena, Gante                        |
| 20:45                 | Depoitre 18' · Miličević 78' | Relatório | Dzyuba 65' | Público: 19 978 Árbitro: POR Manuel de Sousa |